# Katagiri Katsumoto

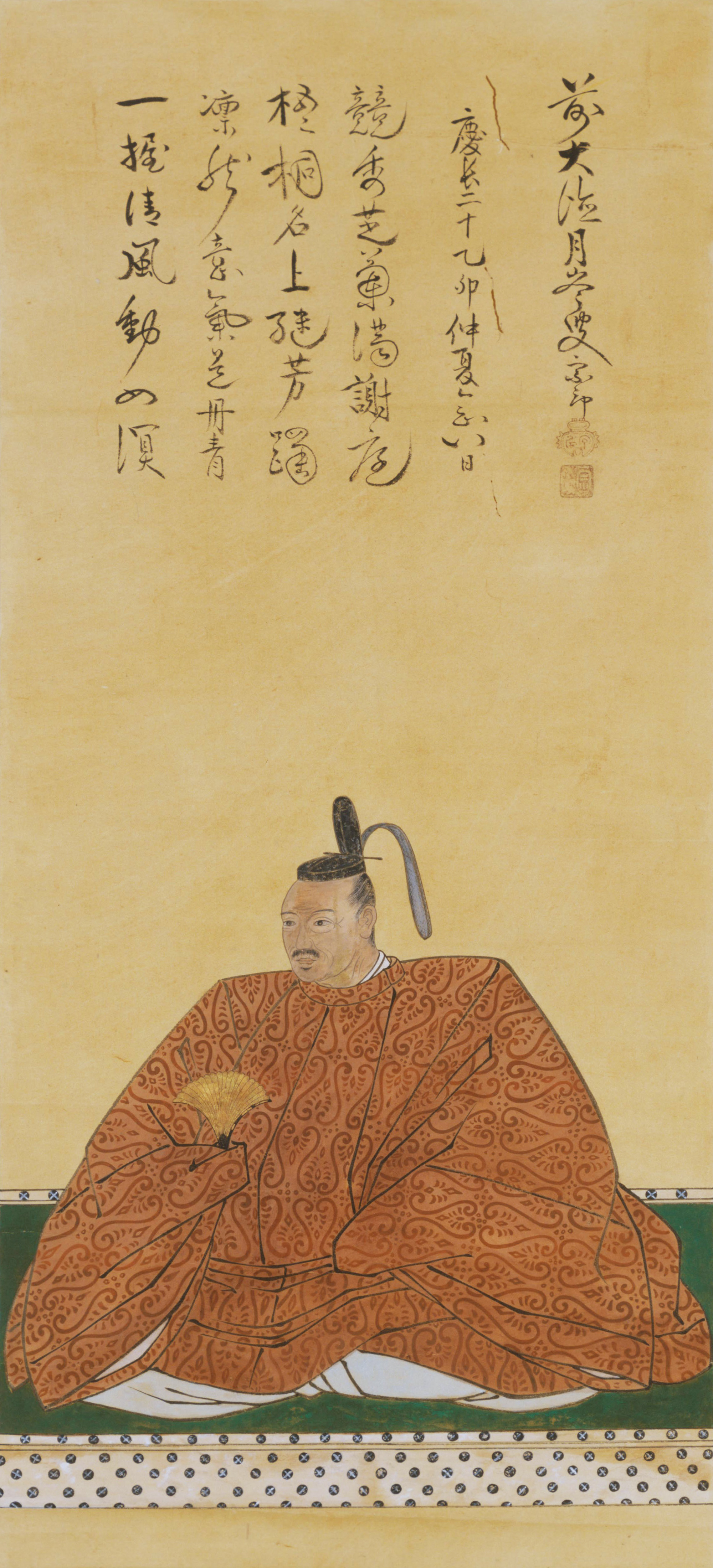
Katagiri Katsumoto

Katagiri Katsumoto (japanisch 片桐 且元; geboren 1556 in der Provinz Ōmi; gestorben 24. Juni 1615 in Kyōto) war ein japanischer Feldherr in der Azuchi-Momoyama- und beginnenden Edo-Zeit.

## Leben und Wirken
Katagiri Katsumoto, Sohn des höheren Samurai Katagiri Naosada (片桐 直貞), wurde 1583 in der Schlacht von Shizugatake berühmt als einer der „Sieben Speere“ (七本槍; Shichihon yari) des Feldherrr Toyotomi Hideyoshi. 1595 erhielt er den Daimyō-Rang.
Nach dem Tode Hideyoshis im Jahr 1598 suchte Katagiri den Kontakt zum neuen starken Mann Tokugawa Ieyasu und erhielt mit dessen Rückendeckung eine Stelle im Haushalt von Toyotomi Hideyori. Damit wurde er zu einem Tokugawa-Hörigen auf der Toyotomi-Burg in Osaka. Gefangen im Konflikt zwischen Toyotomi- und Tokugawa-Treue, der 1614 im Shōmei-Zwischenfall zutage trat, setzte sich Katagiri gegenüber Ieyasu für Hideyori ein, allerdings erfolglos. Ergebene Toyotomi-Anhänger wie Ōno Harunaga (1569–1615) und Kimura Shigenari (1593–1615) verdächtigten Katagiri des Verrats und planten ein Attentat auf ihn. Katagiri konnte jedoch Osaka unbehelligt verlassen.
Auf Ieyasus Befehl kämpfte Katagiri in den Osaka-Belagerungen 1614 und 1615 gegen Hideyori. Die Belagerung endete 1615 mit dem Untergang der Toyotomi. Katagiri wurde mit einer großen Erhöhung seines Einkommens belohnt, das nun 40.000 Koku umfasste. Er starb aber bereits drei Wochen nach dem Fall der Osaka-Burg.